# Halopteris tuba
Halopteris tuba är en nässeldjursart som först beskrevs av Gustav Heinrich Kirchenpauer 1876.  Halopteris tuba ingår i släktet Halopteris och familjen Halopterididae. Inga underarter finns listade i Catalogue of Life.